# Оґіхара Такахіро
Такахіро Оґіхара (яп. (扇原 貴宏, нар. 5 жовтня 1991, Сакай) — японський футболіст, півзахисник клубу «Сересо Осака».
Виступав, зокрема, за клуб «Сересо Осака», а також національну збірну Японії.

## Клубна кар'єра
Народився 5 жовтня 1991 року в місті Сакай. Розпочав займатись футболом у команді «Сакай Кіта» з рідного міста, а 2004 року потрапив в академію клубу «Сересо Осака».
У дорослому футболі дебютував 2010 року виступами за команду клубу «Сересо Осака», кольори якої захищає й донині.

## Виступи за збірні
Протягом 2011—2012 років залучався до складу олімпійської збірної Японії, разом з якою 2012 року виступав на Олімпійських іграх 2012 року у Лондоні. Всього за цю збірну зіграв у 18 офіційних матчах, забив 2 голи.
25 липня 2013 року дебютував в офіційних матчах у складі національної збірної Японії на Кубку Східної Азії проти збірної Австралії (3:2). Цей матч залишився єдиним для Такахіро на турнірі, який японці виграли вперше в своїй історії.
Наразі провів у формі головної команди країни 1 матч.

## Досягнення
- Чемпіон Японії: 2019, 2023, 2024
- Володар Кубка Імператора Японії: 2024

Збірні
- Володар Кубка Східної Азії: 2013